# Moses Ingram

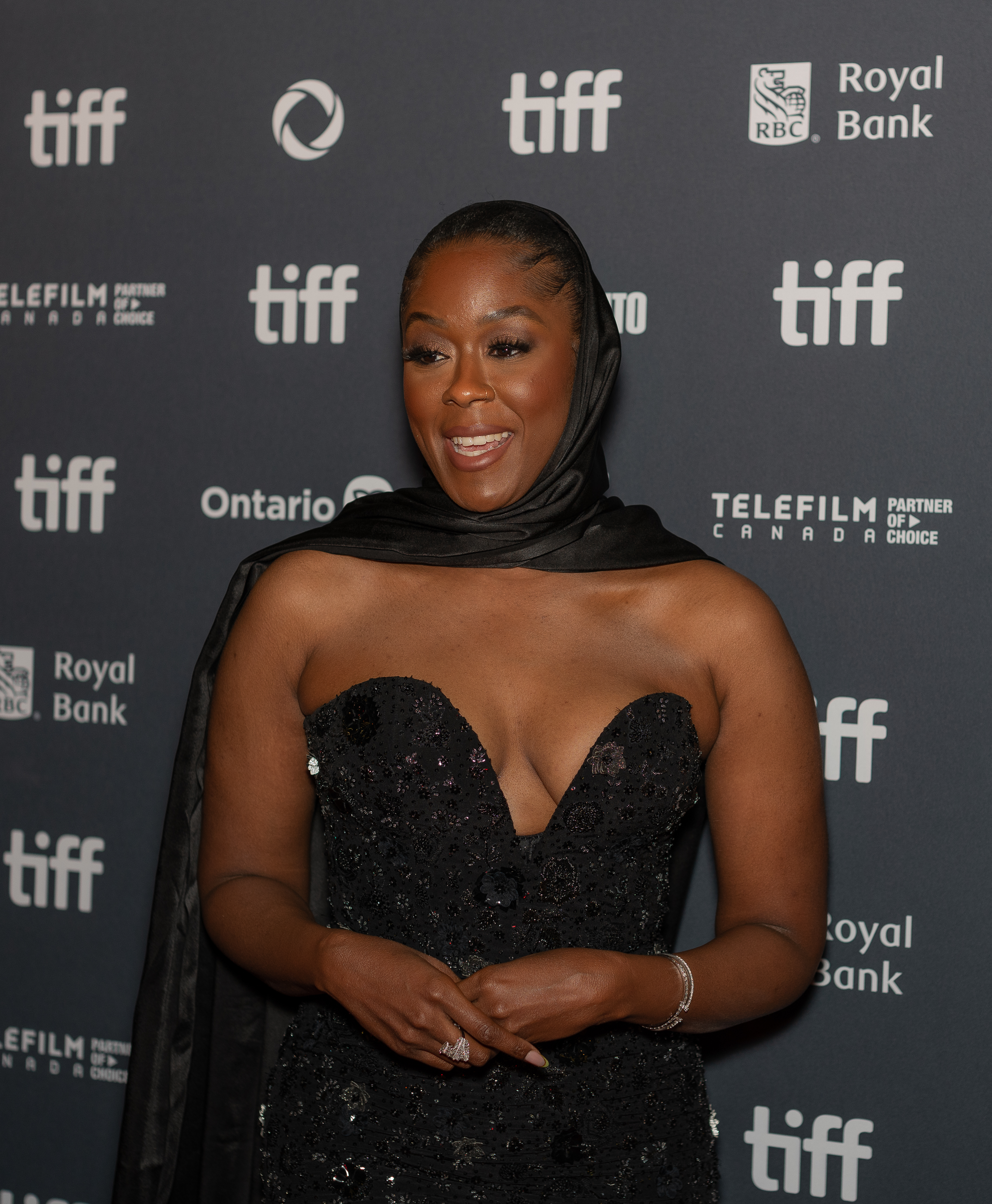
Moses Ingram (2024)

Moses Ingram (* 1994 in West Baltimore, Maryland) ist eine US-amerikanische Schauspielerin und Drehbuchautorin. Einem breiteren Publikum wurde sie unter anderem für ihr Mitwirken in der Netflix-Miniserie Das Damengambit (2020), für die sie als Nebendarstellerin für einen Primetime Emmy-Award nominiert wurde, bekannt. 2022 übernahm sie eine der Hauptrollen in der Star-Wars-Serie Obi-Wan Kenobi.

## Filmografie
Als Schauspielerin
- 2018: Candace (Kurzfilm)
- 2020: Das Damengambit (Miniserie)
- 2021: The Same Storm
- 2021: Macbeth
- 2022: Ambulance
- 2022: Obi-Wan Kenobi (Miniserie)
- 2023: All Dirt Roads Taste of Salt
- 2024: The Big Cigar (Miniserie)
- 2024: Lady in the Lake (Miniserie)
- 2024: The End

Als Drehbuchautorin
- 2018: Day 74 (Kurzfilm)

## Auszeichnungen
Emmy
- 2021: Nominierung als Beste Nebendarstellerin – Miniserie oder Fernsehfilm für Das Damengambit